# Internationales Festival für Vokalmusik „a cappella“
Das Internationale Festival für Vokalmusik „a cappella“  ist eine im Frühjahr in Leipzig stattfindende Konzertwoche für mehrstimmigen Gesang.

## Geschichte
Das Festival wurde 1997 von den Sängern des Ensembles Amarcord gegründet. Die Gastgeber fungieren als künstlerischer Leiter. Anfänglich fand es alle zwei Jahre statt, seit 2003 jährlich. Angeblich entstand die Idee zum Festival, als das Ensemble Amarcord zu seinem fünfjährigen Bestehen im Jahr 1997 befreundete internationale Ensembles in passendem Rahmen nach Leipzig einladen wollte.
Traditionell eröffnet Amarcord mit einem eigenen Konzert das Festival. Die Programmgestaltung ist so konzipiert, dass junge Ensembles neben etablierten Vokalgruppen auftreten und unterschiedliche Genres wie Alte Musik, Volkslied, Klassik, Vocal Jazz und Pop abgedeckt werden. Berühmte Gäste waren unter anderem die The Real Group, The King’s Singers, The Hilliard Ensemble, Take 6,  Chanticleer oder Bobby McFerrin.
Das Festival gewann 2006 den Tourismuspreis der Stadt Leipzig.

## Liste der Ensembles
| Name                                                              | Festivaljahrgänge |
| ----------------------------------------------------------------- | ----------------- |
| amarcord (Deutschland)                                            | 1997–2018         |
| A Filetta (Frankreich)                                            | 2017              |
| Anchiskhati Choir (Georgien)                                      | 2010              |
| Anonymous 4 (USA)                                                 | 2010              |
| Aquabella (Deutschland)                                           | 2004              |
| Audiofeels (Polen)                                                | 2012              |
| Banchieri Singers (Ungarn)                                        | 1997, 2007        |
| baSix (Dänemark)                                                  | 2007              |
| Basta (Deutschland)                                               | 2003, 2007, 2016  |
| Bliss (Schweiz)                                                   | 2018              |
| BR6 (Brasilien)                                                   | 2011              |
| Cadence (Kanada)                                                  | 2012              |
| Calmus Ensemble Leipzig (Deutschland)                             | 2003, 2004, 2014  |
| Camerata (Weißrussland)                                           | 2005              |
| Cap Pela (Spanien)                                                | 2012              |
| Capilla Flamenca (Belgien)                                        | 2007              |
| Chanticleer (USA)                                                 | 1999              |
| Cinquecento (Österreich)                                          | 2017              |
| Ensemble Clément Janequin (Frankreich)                            | 2003, 2009, 2015  |
| The Clerks’ Group (Großbritannien)                                | 2004              |
| Club for Five (Finnland)                                          | 2008, 2017        |
| Cool & Jazzy (Russland)                                           | 2014              |
| Cosmos (Lettland)                                                 | 2006              |
| Cuncordu e Tenore de Orosei (Italien)                             | 2004, 2014        |
| Das Leipziger Saxtett (Deutschland)                               | 1997              |
| Delta Q (Deutschland)                                             | 2015              |
| Diabolus in Musica (Frankreich)                                   | 2015              |
| Ensemble Dialogos (Kroatien/Frankreich)                           | 2015              |
| Die Singphoniker (Deutschland)                                    | 2003              |
| Die Weimarer Hofsänger (Deutschland)                              | 1999              |
| Divinas (Deutschland)                                             | 2006              |
| Dong Singers(China)                                               | 2015              |
| Ensemble Tavagna (Frankreich)                                     | 2006              |
| Estonian Voices (Estland)                                         | 2017              |
| Eva Quartet (Bulgarien)                                           | 2005, 2009        |
| Fool Moon (Ungarn)                                                | 2015, 2016        |
| Füenf (Deutschland)                                               | 2017              |
| Gelato Misto Musicale (Schweiz)                                   | 1997              |
| Gesualdo Consort Amsterdam (Niederlande)                          | 2006              |
| Gothic Voices (Großbritannien)                                    | 2006, 2016        |
| Grupo Vocal Olisipo (Portugal)                                    | 1997              |
| graindelavoix (Belgien)                                           | 2013              |
| Heinavanker (Estland)                                             | 2012              |
| The Hilliard Ensemble (Großbritannien)                            | 2001, 2008, 2014  |
| The House Jacks (USA)                                             | 2009              |
| Huelgas Ensemble (Belgien)                                        | 2003              |
| Humanophones (Frankreich)                                         | 2018              |
| Huun-Huur-Tu (Tuwa)                                               | 2001, 2013        |
| The Idea Of North (Australien)                                    | 2006, 2009, 2017  |
| I Fagiolini (Großbritannien)                                      | 2008              |
| Insingizi (Simbabwe)                                              | 2003              |
| Intermezzo (Niederlande)                                          | 2004              |
| Jazzation (Ungarn)                                                | 2010, 2016        |
| Jazzva (Slowenien)                                                | 2012, 2015        |
| JuiceBox (Deutschland)                                            | 2011              |
| The King’s Singers (Großbritannien)                               | 1999, 2010, 2018  |
| Klangbezirk (Deutschland)                                         | 2008, 2014        |
| Kraja (Schweden)                                                  | 2012, 2017        |
| La Colombina (Spanien)                                            | 2016              |
| Ladysmith Black Mambazo (Südafrika)                               | 2015              |
| Lalá (Österreich)                                                 | 2012              |
| Lajuna (Deutschland)                                              | 2006              |
| Latvian Voices (Lettland)                                         | 2013              |
| Lautten Compagney (Deutschland)                                   | 2016              |
| La Venexiana (Italien)                                            | 2006              |
| LUYS (Armenien)                                                   | 2011              |
| The Magnets (Großbritannien)                                      | 2013              |
| Marian Consort (Großbritannien)                                   | 2014              |
| Maybebop (Deutschland)                                            | 2004              |
| Mixtet (Estland)                                                  | 2014              |
| M-Pact (USA)                                                      | 2008              |
| Modell Andante (Deutschland)                                      | 1999              |
| Naturally 7 (USA)                                                 | 2013              |
| Ndima (Republik Kongo)                                            | 2018              |
| New York Polyphony (USA)                                          | 2018              |
| Niniwe (Deutschland)                                              | 2004, 2005        |
| Nordic Voices (Norwegen)                                          | 2012              |
| Obertonchor Düsseldorf (Deutschland)                              | 2006              |
| Octavians (Deutschland)                                           | 2018              |
| Ommm (Frankreich)                                                 | 2010, 2014        |
| ONAIR(Deutschland)                                                | 2015              |
| Orlando Consort (Großbritannien)                                  | 2005, 2013        |
| Ensemble Planeta (Japan)                                          | 2008              |
| Postyr Project (Dänemark)                                         | 2013              |
| Profeti della Quinta (Israel)                                     | 2017              |
| Pussy De Luxe (Deutschland)                                       | 2006              |
| PUST(Norwegen)                                                    | 2015              |
| The Quintessential Five (Georgien)                                | 2014              |
| Rajaton (Finnland)                                                | 2004, 2011, 2016  |
| The Real Group (Schweden)                                         | 2004, 2007, 2016  |
| Remake (Russland)                                                 | 2001              |
| Riltons Vänner (Schweden)                                         | 2010              |
| Rockapella (USA)                                                  | 2010              |
| Schola Gregoriana Pragensis (Tschechien)                          | 2005              |
| Shavnabada (Georgien)                                             | 2016              |
| Sheikh Arabi Farag Ensemble (Ägypten)                             | 2007              |
| Singer Pur (Deutschland)                                          | 2007, 2011        |
| Sjaella (Deutschland)                                             | 2013, 2015        |
| Sound Affaire (Deutschland)                                       | 2008              |
| Stile Antico (Großbritannien)                                     | 2005              |
| Stouxsingers (Deutschland)                                        | 2005              |
| Tailed Comedians (Deutschland)                                    | 2005              |
| Take 6 (USA)                                                      | 2009              |
| Tamae (Madagaskar)                                                | 2003              |
| Tam'Echo'Tam (Belgien)                                            | 2001              |
| Swingle Singers (Großbritannien)                                  | 2003              |
| Trio Mediaeval (Norwegen)                                         | 1999, 2009        |
| U-Bahn-Kontrollöre in tiefgefrorenen Frauenkleidern (Deutschland) | 2006              |
| Viva Voce (Deutschland)                                           | 2005, 2006        |
| Vocado (Schweden)                                                 | 2009              |
| Vocal Divas (Kuba)                                                | 2001              |
| The Vocal Octet (Israel)                                          | 2008              |
| Ensemble Vocalphonie (Deutschland)                                | 2006              |
| Vocal Sampling (Kuba)                                             | 2005              |
| Vocal Six (Schweden)                                              | 2018              |
| VOCES8 (Großbritannien)                                           | 2012              |
| Wishful Singing (Niederlande)                                     | 2011              |

## Schirmherrschaft
Im Jahr 2008 übernahm Charlotte Knobloch die Schirmherrschaft über das Festival. In den Jahren 2009 und 2010 war es Sachsens Ministerpräsident Stanislaw Tillich.

## Wettbewerb
Seit 2007 findet im Rahmen des Festivals auch der Internationale a-cappella-Wettbewerb statt, der es jungen Ensembles ermöglicht, sich einem breiteren Publikum vorzustellen; dem Gewinner winkt ein eigenes Festivalkonzert im darauf folgenden Jahr. Auf diese Weise nutzten Ensembles wie Vocado oder Sound Affaire bereits den Wettbewerb als Sprungbrett zu mehr Bekanntheit.
Die Jury des Wettbewerbs ist ebenso international besetzt wie die Teilnehmer der Wettbewerbe. So gehörten zu den Juroren bereits so namhafte Experten der Szene wie Simon Carrington (King’s Singers), Bob Chilcott (King’s Singers), Katarina Henryson (The Real Group), Mitos Andaya (USA) oder Martin Hoffmeister (Programmchef Musik bei MDR Kultur). Die Jury besteht jeweils aus vier Juroren, zu denen jährlich wechselnd ein Mitglied des ensemble amarcord gehört.
2016 wurde der Wettbewerb ausgesetzt.

## Liste der Gewinner der bisherigen Wettbewerbe
| Wettbewerb                                | Jahr | Ensemble                               |
| ----------------------------------------- | ---- | -------------------------------------- |
| 1. Internationaler A CAPPELLA Wettbewerb  | 2007 | Sound Affaire (Deutschland) 1          |
| 2. Internationaler A CAPPELLA Wettbewerb  | 2008 | Vocado (Schweden)                      |
| 3. Internationaler A CAPPELLA Wettbewerb  | 2009 | Ommm (Frankreich) 2                    |
| 4. Internationaler A CAPPELLA Wettbewerb  | 2010 | JuiceBox. (Deutschland)                |
| 5. Internationaler A CAPPELLA Wettbewerb  | 2011 | nicht vergeben 3                       |
| 6. Internationaler A CAPPELLA Wettbewerb  | 2012 | Latvian Voices (Lettland)              |
| 7. Internationaler A CAPPELLA Wettbewerb  | 2013 | nicht vergeben 4                       |
| 8. Internationaler A CAPPELLA Wettbewerb  | 2014 | Delta Q (Berlin) und Sjaella (Leipzig) |
| 9. Internationaler A CAPPELLA Wettbewerb  | 2015 | Jazzation (Ungarn)                     |
| 10. Internationaler A CAPPELLA Wettbewerb | 2017 | nicht vergeben 5                       |
| 11. Internationaler A CAPPELLA Wettbewerb | 2018 | nicht vergeben 6                       |
| 12. Internationaler A CAPPELLA Wettbewerb | 2019 | German Gents (Berlin)                  |
| 13. Internationaler A CAPPELLA Wettbewerb | 2023 | Art’n’Voices (Danzig)                  |

Für das beste unverstärkt vorgetragene Stück wird seit 2013 der Sonderpreis des Ensemble amarcord vergeben.
Seit 2014 lobt der MDR-Musiksommer einen weiteren Sonderpreis aus. Jeweils im Folgejahr tritt das ausgewählte Ensemble im MDR-Festival auf.